# Automatic Train Protection

La Protección Automática de Trenes (ATP, por su nombre en inglés Automatic Train Protection) es un sistema de seguridad ferroviaria diseñado para supervisar la conducción y garantizar el cumplimiento de ciertos parámetros operativos esenciales. Su función principal es intervenir automáticamente —por ejemplo, mediante la aplicación del freno de emergencia— cuando se detecta que el tren no cumple condiciones críticas de seguridad, como el respeto a señales o límites de velocidad.

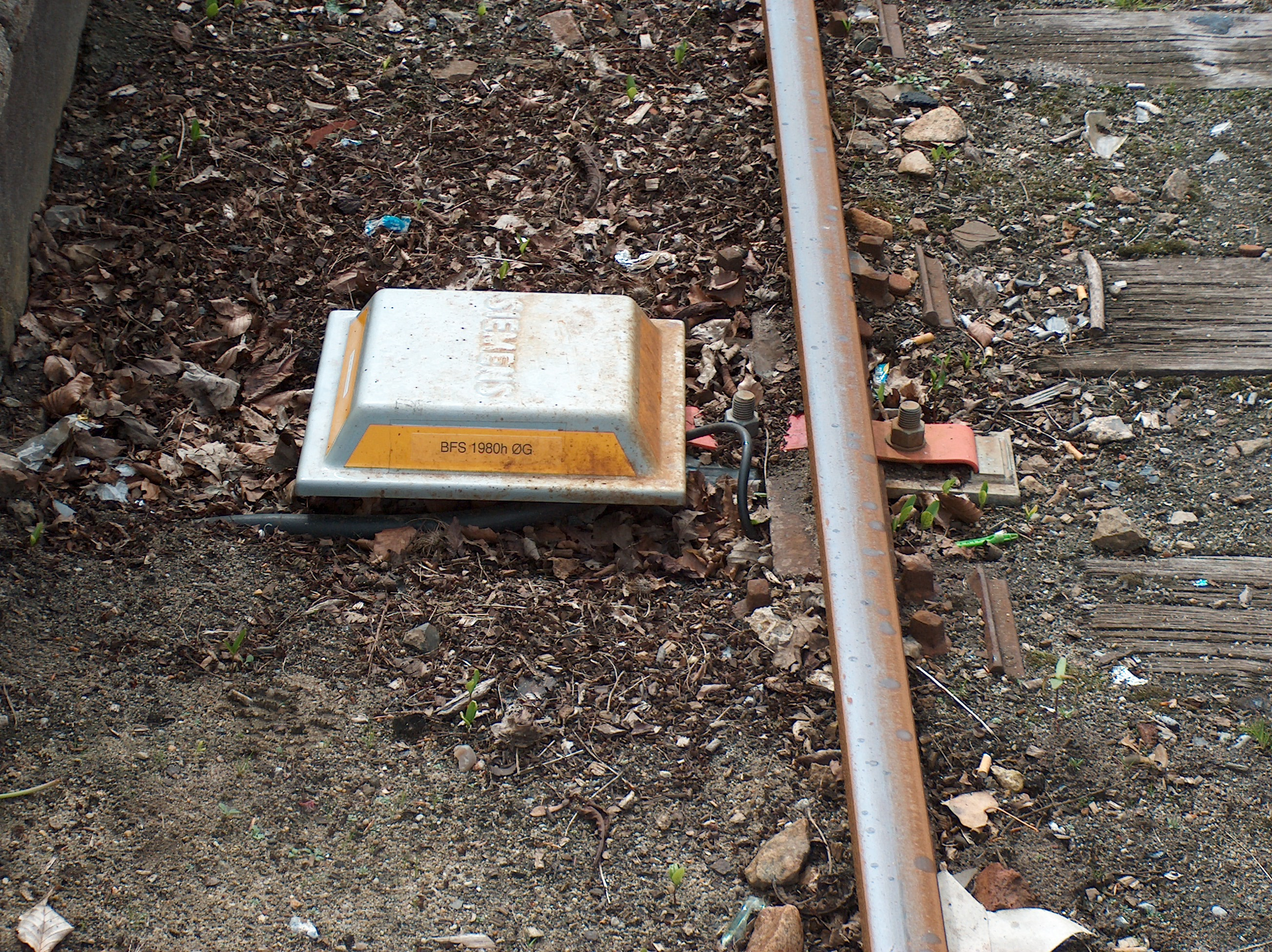
Baliza de un sistema ATP.

Las características y especificaciones del sistema ATP pueden variar significativamente dependiendo del país, la normativa vigente o el organismo ferroviario responsable. En general, se considera ATP a cualquier sistema que supervise de forma continua la operación del tren y tenga la capacidad de actuar automáticamente ante situaciones potencialmente peligrosas.

### Sistemas relacionados
Un sistema relacionado es el Train Protection & Warning System (TPWS), utilizado ampliamente en la red ferroviaria del Reino Unido y en el sistema ferroviario del estado de Victoria, Australia. El TPWS emplea dos dispositivos electromagnéticos: uno instalado en la vía y otro en la parte inferior del tren. Su objetivo es activar automáticamente los frenos si el tren supera la velocidad permitida o si el maquinista no respeta una señal de peligro.

## Funcionamiento del sistema ATP
El sistema ATP se compone normalmente de dos partes:
- Las balizas colocadas en la vía, que informan al tren de las condiciones que se tienen que cumplir (velocidad máxima, punto y lado de apertura de puertas, situación de las señales, etc.).
- Los elementos a bordo del tren, que comprueban si la circulación cumple lo establecido.

Las balizas se sitúan a lo largo de la vía y pueden ser balizas fijas entre los carriles o emisores que trasmiten la información a través de ondas de radio o del carril. Las balizas pueden trasmitir:
- Información fija, como el límite de velocidad en un tramo determinado
- Información variable, como la situación de una señal (vía libre, parada, etc.). Para conocer esta información, la baliza tiene que estar conectada al bloqueo o enclavamiento.

Cuando el tren lee la información que le proporcionan las balizas, comprueba que las condiciones impuestas se cumplan. Si no se cumplen aplica freno de emergencia, o en algunos casos, impide una determinada acción (como abrir puertas si el tren no está en el punto adecuado).

## Ejemplos de utilización de ATP

### Metro y tranvía
Normalmente, en metro y tranvía se llama ATP solamente a los sistemas en los que la lectura de las balizas es continua (a través de ondas de radio o del carril), en contraposición a los sistemas FAP (Frenado Automático Puntual), en los que la lectura de las balizas es puntual (al pasar por una baliza situada entre los carriles).

#### Metro de Madrid
El ATP es el sistema fundamental de seguridad de todas las líneas del metro de Madrid. Controla exclusivamente la velocidad; parámetros como el punto de parada o la apertura de puertas se controlan por otros sistemas. La transmisión se realiza continuamente a través del carril y puede ser de dos formas:
- Con una portadora: El tren recibe solo un código, el de la velocidad en el cantón en el que se encuentra.
- Con dos portadoras: El tren recibe la velocidad de su cantón y el del siguiente.

La velocidad indicada depende de la situación:
- Si una señal está en rojo, indica 0, para que el tren quede detenido.
- Si existe alguna circunstancia que limite la velocidad, muestra este límite.
- Si no se produce ninguna de las dos anteriores, indica la velocidad máxima del tramo.

En el caso de tener solo una portadora, no tenemos constancia de la señal que tenemos delante de nosotros, pues solo se conoce la velocidad del cantón en el que nos encontramos. Así, si el conductor no actúa ante una señal de parada, la frenada de emergencia no salta hasta que la ha sobrepasado, ya que tiene que entrar en el cantón protegido por la señal para que el ATP marque como velocidad 0. Por ello el ATP solo puede ser utilizado si se dejan dos cantones entre un tren y el precedente. En el caso de dos portadoras, el tren quedaría detenido ante la señal en rojo y por ello no es necesario dejar más espacio con el tren precedente.

### Tren en España
Adif solo considera como ATP los sistemas en los que existe un control continuo, y no en los que existe un control puntual. Aunque según esta definición sistemas como el LZB serían un tipo de ATP, habitualmente Adif llama ATP al sistema EBICAB instalado en el Corredor Mediterráneo.

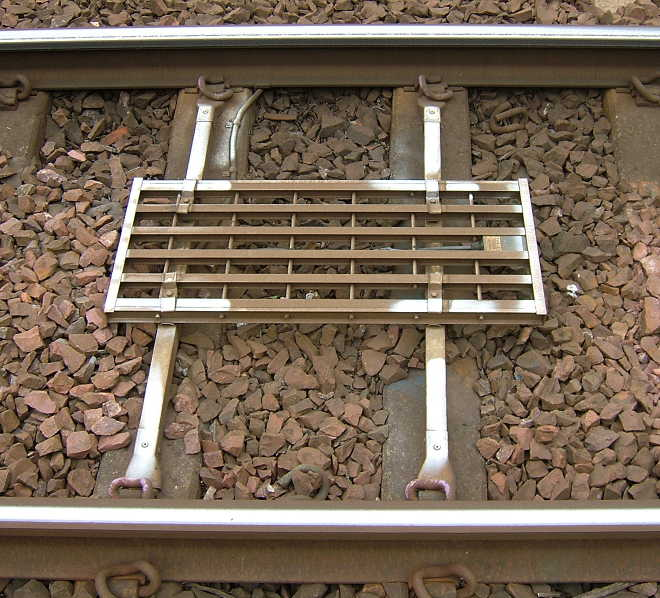
Dispositivo electromagnético, perteneciente al sistema TPWS, en una vía ferroviaria de Escocia.

### Tren en Gran Bretaña
En Gran Bretaña se llama ATP a todo sistema de protección automática utilizado en sus trenes, independientemente de que sea puntual o continuo.
El ATP británico protege la velocidad y el paso de señales en rojo. Cuando se sobrepasa la seguridad se produce una alarma y si el conductor no actúa es cuando se aplica freno de emergencia. Tras el accidente de Clapham Juction en diciembre de 1988 y otros dos accidentes a principios de 1989, que podrían haber sido evitados por el ATP, se tomó la decisión de instalar ATP en todas las líneas de Gran Bretaña, aunque después se matizó la decisión debido al alto coste y a la privatización del ferrocarril británico.
Actualmente todas las líneas principales disponen de ATP, y no está autorizado circular por ellas con viajeros sin el sistema en funcionamiento.

### Accidentes que pudieron ser prevenidos
El uso del sistema TPWS podría haber logrado evitar los siguientes accidentes:
- Invergowrie, en 1979, con un saldo de 5 muertos, en Reino Unido.
- Purley, en 1989, con un saldo de 5 muertos, en Reino Unido.
- Ladbroke Grove, en 1999, con un saldo de 31 muertos, en Reino Unido.
- Metro Valencia, en 2006, con un saldo de 43 víctimas mortales y 47 heridos, es el accidente más grave de metro ocurrido en España.
- Ferrocarril Sarmiento, en 2012, Argentina, con un saldo de 51 muertos y 703 personas heridas, conocido como la tragedia de Once.
- Ferrocarril Sarmiento, el 13 de junio de 2013, Argentina, con un saldo de 3 muertos y 315 personas heridas.
- Ferrocarril Sarmiento, el 19 de octubre de 2013 en Argentina, con un saldo de 99 heridos.
- Ferrocarril Roca, el 7 de junio de 2015 en Argentina, con un saldo de 45 heridos.